# Studijní neúspěšnost
Studijní neúspěšnost je termín označující špatné výsledky studentů ve školní práci, které vedou k předčasnému ukončení studia. Jejich selhání přitom může mít celou řadu příčin, ať už ovlivnitelných, či žákem neovlivnitelných. Školní neúspěšnost odráží individuální rozdíly, které souvisí nejen s osobností studenta (konkrétně s jeho motivací, nadáním nebo také charakterem), ale také s jeho výkonem ve vzdělávací instituci či rodinné výchově. Výše zmíněná problematika se vyskytuje na všech úrovních českého školství.

## Důvody
Klasifikovat všechny příčiny předčasného odchodu ze studia je obtížné, jelikož jich je mnoho.
Odlišit je lze na důvody formálního charakteru a subjektivní čili vlastní důvody. Do první kategorie spadají dva oprávněné následky, a to konkrétně odchod na vlastní žádost či žádost rodičů nebo poté vyloučení ze studia, které je zapříčiněné vysokou absencí studenta či nedostatečným prospěchem. Do skupiny vlastních a individuálních důvodů může patřit cokoliv.
Hlavní klasifikace důvodů neúspěšnosti je ale na tři následující kategorie: špatná volba, nedobrovolný odchod a odpoutání se.

### Špatná volba
Tento typ důvodu bývá u studentů velmi častým, alespoň po odchození prvního či druhého pololetí nebo semestru. Student jde na danou školu na přání rodičů či pro oddálení života zahrnujícího pracování na plný úvazek (především v případě vysoké školy). Vybere si nevyhovující zaměření, které ho pak nebaví a nezajímá. Následně ale zjistí, že studium ho nenaplňuje tak, jak si představoval a nic mu neříká. Tento fakt může zapříčinit vysokou absenci studenta, která se pak odráží ve výsledném prospěchu žáka. Po nespokojenosti na dosavadní instituci může následovat změna a přechod na jinou školu, nebo již samotné ukončení studia.

### Nedobrovolný odchod
Druhým typem je klasický případ, kdy odchod způsobí některá z vnějších příčin. Může se jednat o nepředvídatelnou událost či konkrétní objektivní důvod. Ale jak již název napovídá, jedná se o případ, kdy je student nucen a povinen studium ukončit z příčiny, kterou nedokáže ovlivnit. Častým případem je nedostatek financí na uhrazení samotného studia (jedná-li se o soukromou školu) či prostředků spojených s ním, klasifikační nedostatky, například nedostatečné známky pro postup do dalšího ročníku nebo neodkladné zdravotní důvody.

### Odpoutání se
Posledním důvodem odchodu ze studia je atypický druh s názvem odpoutání se. Tento zajímavý proces, kdy se jedinec oprostí od studia, je pozvolný a trvá i několik let. Do procesu se zapojují faktory nejen vnitřní, které působí od jedince, ale také vnější, např. ze strany rodičů či školy. V průběhu několika fází si jedinec uvědomí, že si zvolil nevhodný typ školy, následně zaregistruje, že výuka nenaplňuje jeho očekávání a v reakci na konkrétní fatální událost, která je ve finále tou zlomovou, opustí a ukončí studium.

## Vlivy na školy

### Vnější vlivy
Jedná se o vlivy z prostředí mimo školu. Závislost na tomto prostředí je problematická zejména z důvodu rychlých proměn a nepředvídatelnosti, školy se proto musí vypořádávat s určitou nejistotou. Různí autoři poté definují jednotlivé vnější proměnné, které mohou školy ovlivňovat. Jedna z teorií uvádí stabilitu prostředí, rozmanitost trhu a konkurenci, jiná, že má na školy vliv restrukturalizace ekonomiky, měnící se úloha státu, změna demografických trendů, nové technologie, či globalizace. Další teorie jako vlivy uvádí politický, kulturní a sociální kontext, mechanismy národních politik, rozvoj technologií, přesvědčení a očekávání společnosti a vzdělávání či metoda financování. Všechny tyto teorie se shodují v tom, že hlavními vlivy působícími na vzdělávací a výchovné instituty, zejména vysoké školy, jsou technologické, demografické, vládní a ekonomické faktory. Pokud je některý z těchto faktorů problematický, může snadno vést ke zvyšování studijní neúspěšnosti.

### Vnitřní vlivy
Tyto vlivy jsou zpravidla méně důležité než vlivy vnější, přesto hrají významnou roli v ovlivňování škol a tím pádem v míře studijní neúspěšnosti. Obvykle se jedná o vlivy typu velikost školy, poskytované studijní obory a programy (rozmanitost jejich nabídky), způsob rozdělování moci při rozhodování na škole, způsob organizace výuky v rámci určitého období, či po celé době studia, charakteristika studentské populace, historie či zakotvené hodnoty i představy a mnoho dalších.

## Následky
Následky ukončení studia se zdají být už od pohledu vždy negativní. Nemusí tomu tak ale vždy být. Vedle případů, ve kterých student ukončí studium bez „vyššího“ důvodu existují i situace, ve kterých je jedinec nucen ukončit jeho působení na škole či univerzitě z důvodu lepší a kvalitnější zkušenosti či pracovní příležitosti (zejména vysokoškolské vzdělávání). Toto se ale děje velmi zřídka. Častější jsou negativní dopady v různých oblastech níže zmíněných.

### Oblast zaměstnání a hledání zaměstnání
Pro studenty, kteří jsou studijně neúspěšní, je horší uplatnění na trhu práce. Často musí využívat kontaktů svých blízkých a známých a doufat, že mu budoucí zaměstnavatel bude schopen poskytnout vzdělání.

### Oblast vzdělávání
Studijní neúspěšnost pro většinu znamená odchod z příslušné školy. Pro člověka může být podstatně náročnější opět nastoupit do studia a mít motivaci tentokrát uspět, když už již zažil neúspěch v této oblasti.

### Oblast osobního života
Lidé si často nepřipouštějí, že prošli studijním neúspěchem, protože ve společnosti může docházet k různým předsudkům. V rodině daného člověka může tato situace způsobit značné problémy.

## Studijní neúspěšnost na středních školách
I přesto, že se studijní neúspěšnost nejčastěji spojuje s vysokoškolským vzděláním, zůstává tato problematika těžce řešitelným problémem i na středních školách, zejména na učňovských oborech. Ve školním roce 2010/2011 byly nejproblematičtější střední školy zakončované výučním listem – 28,6 % žáků ukončilo studium předčasně. Další kategorií, kterou zužuje studijní neúspěšnost, jsou střední školy zakončované výučním listem s možným nadstavbovým studiem k získání maturity – zde ukončilo 18 % žáků studium předčasně. Střední vzdělání s maturitní zkouškou se potýkalo přibližně s 9,9 % neúspěšných žáků. Nejpříznivější situace byla na gymnáziích, kde podíl selhání dosahoval pouhých 4,8 %.

## Studijní neúspěšnost na vysokých školách
Vysoké školy se s problematikou studijní neúspěšnosti potýkají ze všech vzdělávacích institucí nejčastěji. To je způsobeno především nepovinnou školní docházkou na univerzitách a obtížnou slučitelností studia s prací. Studijní neúspěchy a předčasné ukončení studia lze nejlépe pozorovat již na samotném začátku, a to v bakalářských programech.
Téměř 60 % studií končí neúspěchem. Podíl neúspěšných studií dlouhodobě, kontinuálně roste – v imatrikulačním ročníku 2001 předčasně skončilo přes 40 %, o deset let později se toto procento zvýšilo již na hodnotu 55 %. Na technických vysokých školách tyto čísla bývají podstatně vyšší, největší podíl neúspěšných pokusů o získání bakalářského titulu je na Technické fakultě České zemědělské univerzity, kde je studijní neúspěšnost 90 %.